# 佐藤進 (佐藤製薬)
佐藤 進（さとう すすむ、1925年1月3日 - 2006年11月28日）は、日本の経営者。
東京都出身。

## 経歴
1947年に慶應義塾大学工学部応用化学科を卒業し、1950年に東京大学薬学科研究生を修了。
塩野義製薬での勤務を経て、1951年7月に佐藤製薬専務に就任し、副社長を経て、1968年9月に社長に就任した。1995年10月に会長に就任した。
2006年11月28日心不全のために死去。81歳没。